# Červený Újezd (okres Benešov)
Červený Újezd (Duits: Rotaujest, Rot Aujest of Rotaujest bei Miltschin) is een Tsjechische gemeente in de regio Midden-Bohemen, en maakt deel uit van het district Benešov. Het dorp ligt op 18 km afstand van de stad Tábor.
Červený Újezd telt 341 inwoners (2024).

## Geografie
De gemeente Červený Újezd bestaat uit de volgende plaatsen:
- Červený Újezd;
- Horní Borek;
- Milhostice;
- Nové Dvory;
- Styrov;
- Třetužel.

Tussen 1850 en 1879 behoorde Červený Újezd tot de gemeente Smilkov. Van 1 januari 1980 tot 23 november 1990 behoorde ook Báňov tot de gemeente. Sindsdien maakt die plaats deel uit van de gemeente Ješetice.

## Geschiedenis
De eerste schriftelijke vermelding van het dorp dateert van 1352.
Sinds 1960 maakt Červený Újezd deel uit van het district Benešov.

## Voorzieningen
De belangrijkste voorzieningen in Červený Újezd zijn het gemeentehuis, een postkantoor, sportveld en de Sint-Mattheüskerk. Het voormalige schoolgebouw is buiten gebruik.

## Verkeer en vervoer

### Autowegen
Er leiden diverse regionale wegen naar het dorp: weg II/120 Sudoměřice u Tábora - Prčice, III/121 Prčice - Votice en I/3 Mirošovice - Dolní Dvořiště. Milhostice, Červený Újezd en Nové Dvory liggen verder aan weg III/12139, vanwaar weg III/1204 naar het westen afbuigt naar Prčice. Horní Borek ligt aan weg III/12142, die samenkomt met weg III/12139 in Ješetice. Styrov en Třetužel hebben geen directe verbinding met regionale wegen, maar zijn wel bereikbaar via lokale wegen vanuit Horní Borek.
Verder moet de geplande autosnelweg D3 moet het grondgebied van de gemeente doorkruisen. Het traject komt ten noorden van Styrov en Nové Dvory te liggen.

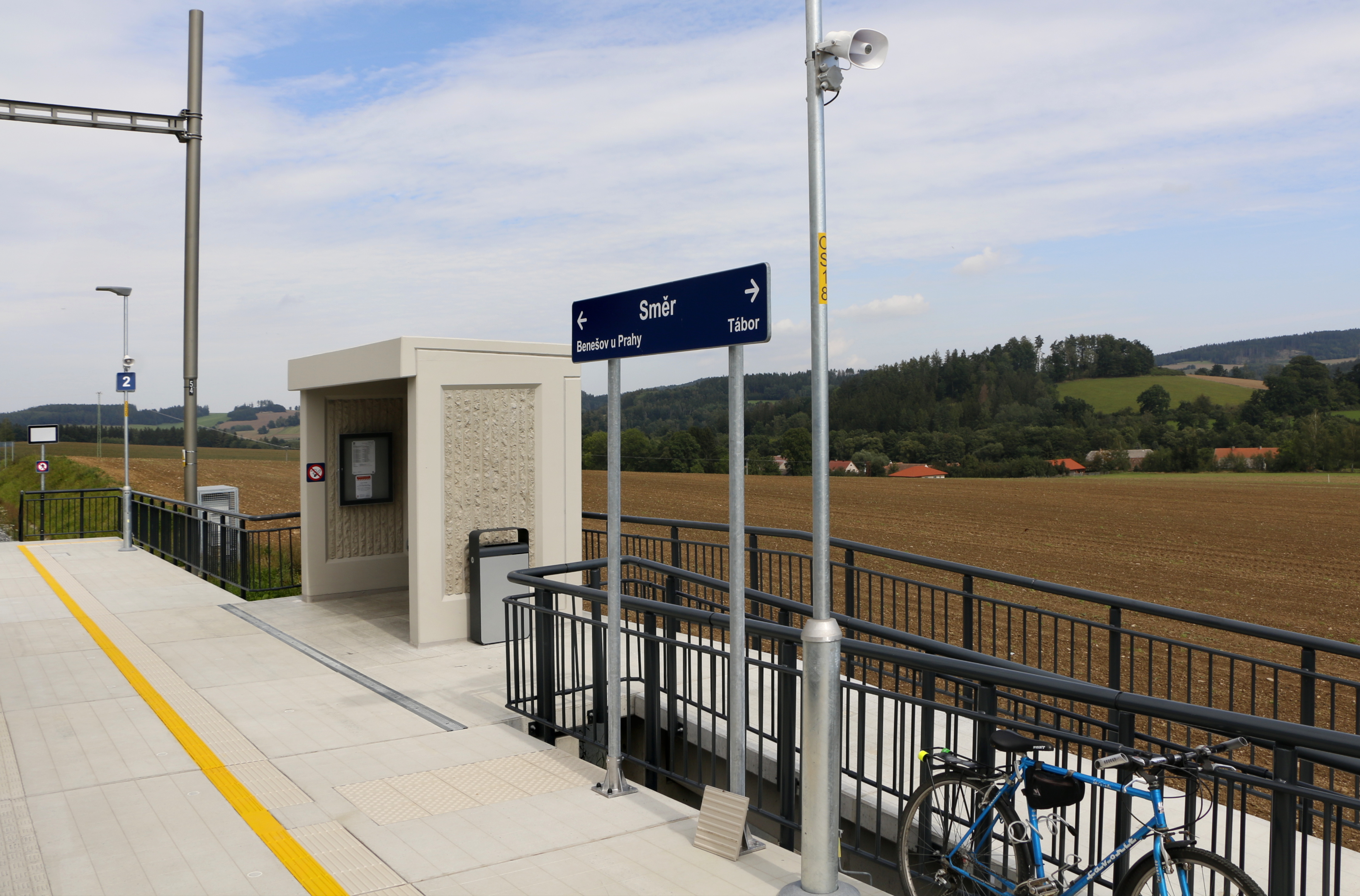
Halte Červený Újezd u Votice (2022)

### Spoorlijnen
Spoorlijn 220 Benešov - Tábor - České Budějovice loopt door de gemeente. Ongeveer een halve kilometer ten oosten van het dorp ligt spoorweghalte Červený Újezd u Votice. Er stoppen zowel stop- als sneltreinen. De andere tot de gemeente behorende plaatsen hebben geen halte of station.

### Buslijnen

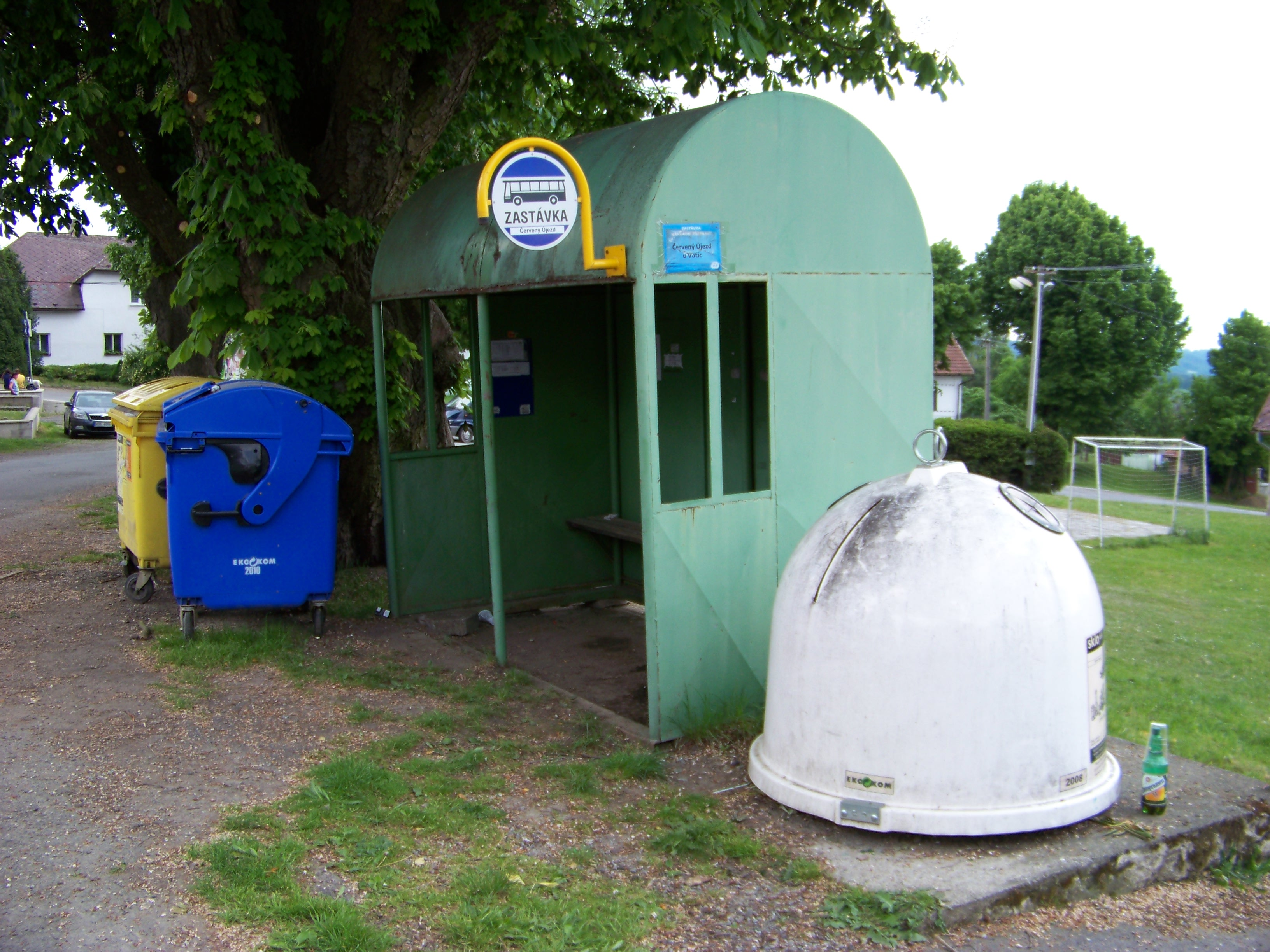
Bushalte in het dorp (2011)

De volgende buslijnen halteren in Červený Újezd:

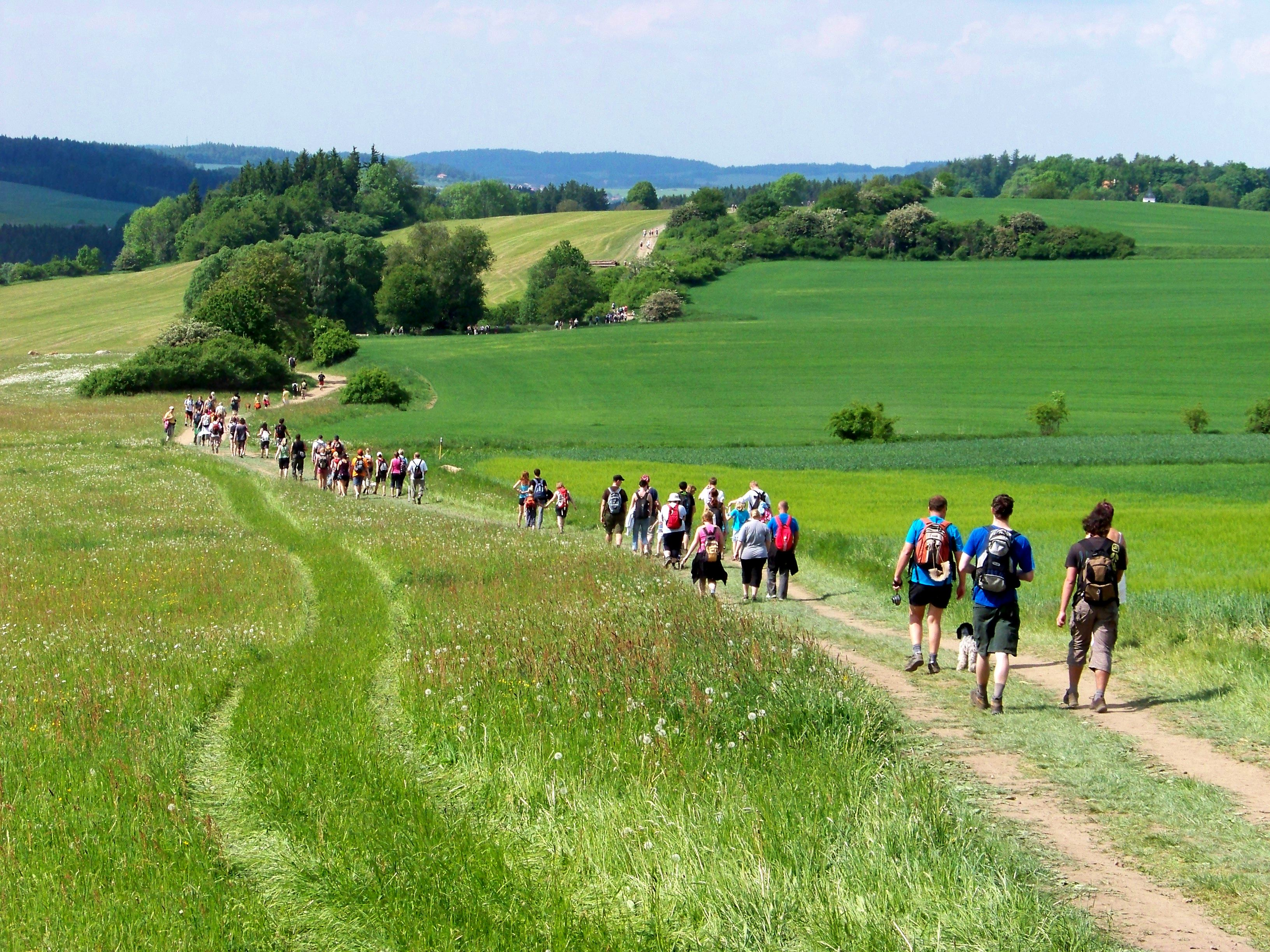
Wandelroute nabij het dorp (2011)

| Halte                             | Lijn(en) | Traject(en)                      | Vervoerder(s)   |
| --------------------------------- | -------- | -------------------------------- | --------------- |
| Červený Újezd (BN)                | 451 569  | Votice - Borotín Miličín - Mezno | ČSAD Benešov    |
| Červený Újezd (PZ)                | 307      | Kladno - Praag-Zličín            | ČSAD MHD Kladno |
| Červený Újezd, Deboreč            | 569      | Miličín - Mezno                  | ČSAD Benešov    |
| Červený Újezd, Milhostice (BN)    | 451 569  | Votice - Borotín Miličín - Mezno | ČSAD Benešov    |
| Červený Újezd, Zátiší (BN)        | 569      | Miličín - Mezno                  | ČSAD Benešov    |
| Červený Újezd, Horní Borek (BN)   | 569      | Miličín - Mezno                  | ČSAD Benešov    |
| Červený Újezd, Nové Dvory (BN)    | 569      | Miličín - Mezno                  | ČSAD Benešov    |
| Červený Újezd, Rozchod Řikov (BN) | 569      | Miličín - Mezno                  | ČSAD Benešov    |
| Červený Újezd, Rozchod (PZ)       | 307      | Kladno - Praag-Zličín            | ČSAD MHD Kladno |

### Fietsroutes
Fietsroute 0075 Votice - Heřmaničky - Červený Újezd - Mezno loopt door de gemeente.

### Wandelroutes
Er lopen twee wandelroutes door de gemeente: Větrov - Červený Újezd - Říkov - Sedlec-Prčice en Sedlec-Prčice - Ješetice - Třetužel - Nad Nuzovem.

## Bezienswaardigheden
Enkele bezienswaardigheden zijn de Sint-Mattheüskerk, Johannes van Nepomukkapel en een monumentale villa op nummer 32. Verder staat in Milhostice een kasteel uit de 18e eeuw.

## Galerij

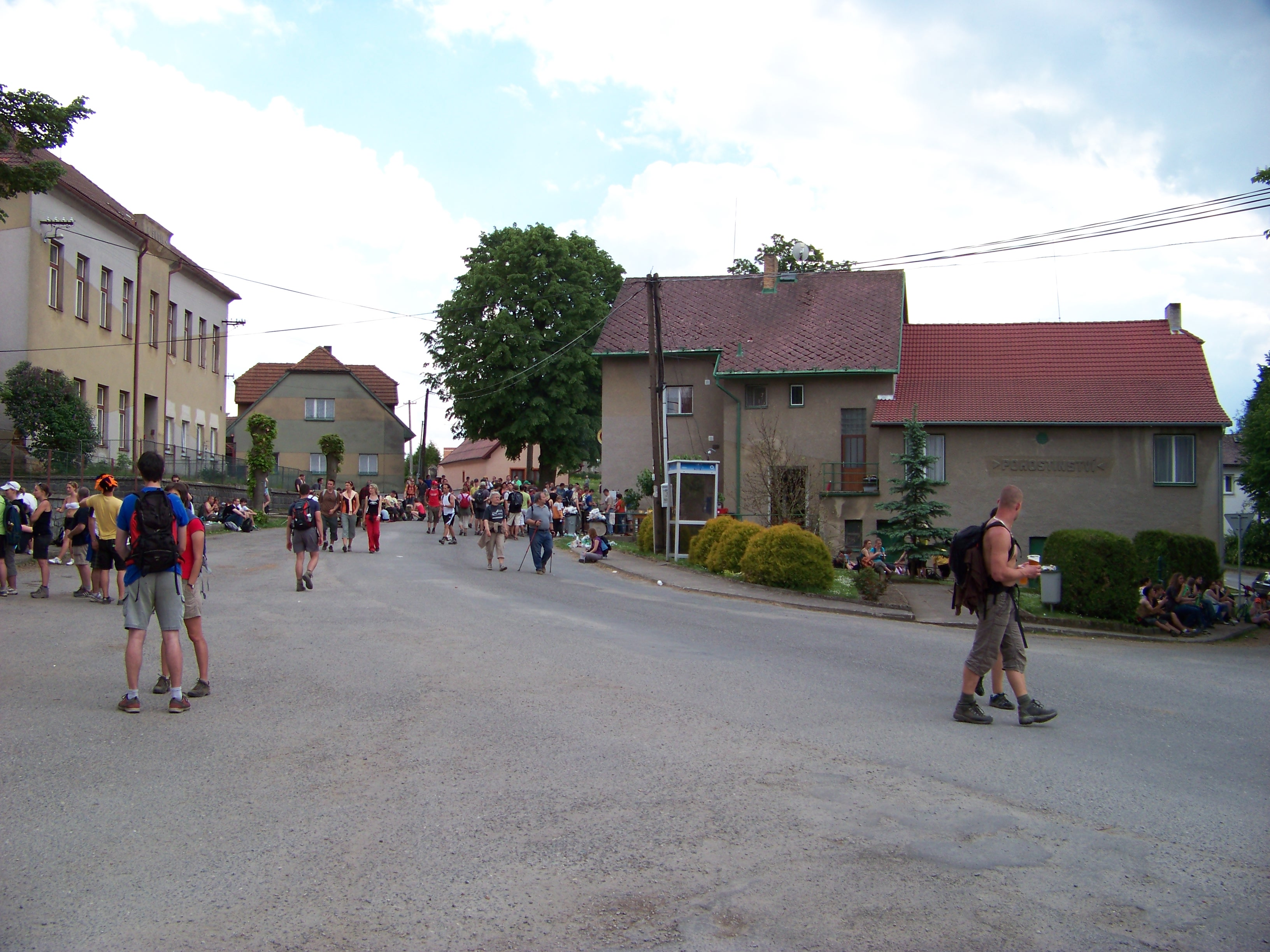
Wandelaars in het dorp (2011)
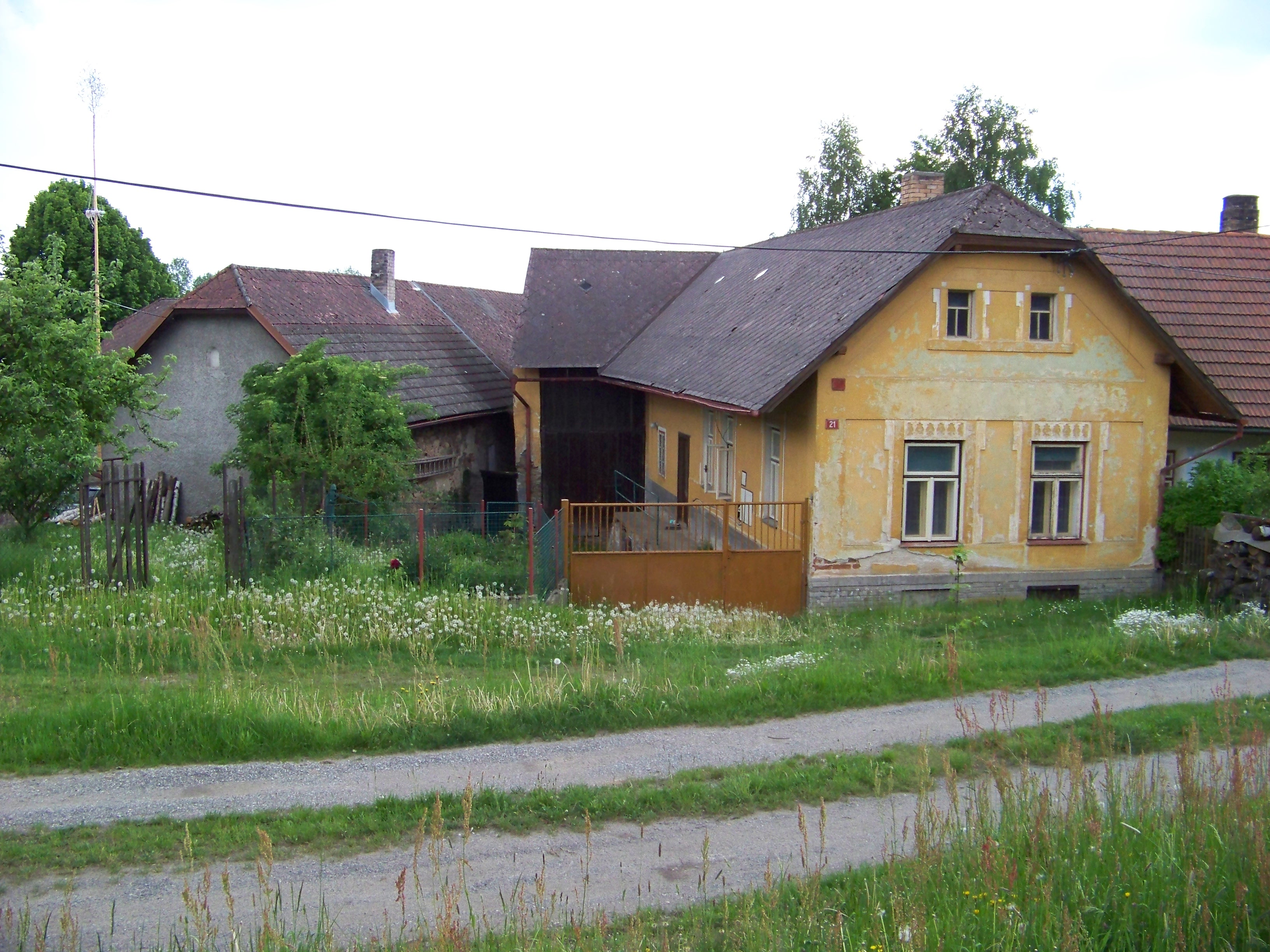
Huis in het dorp (2011)
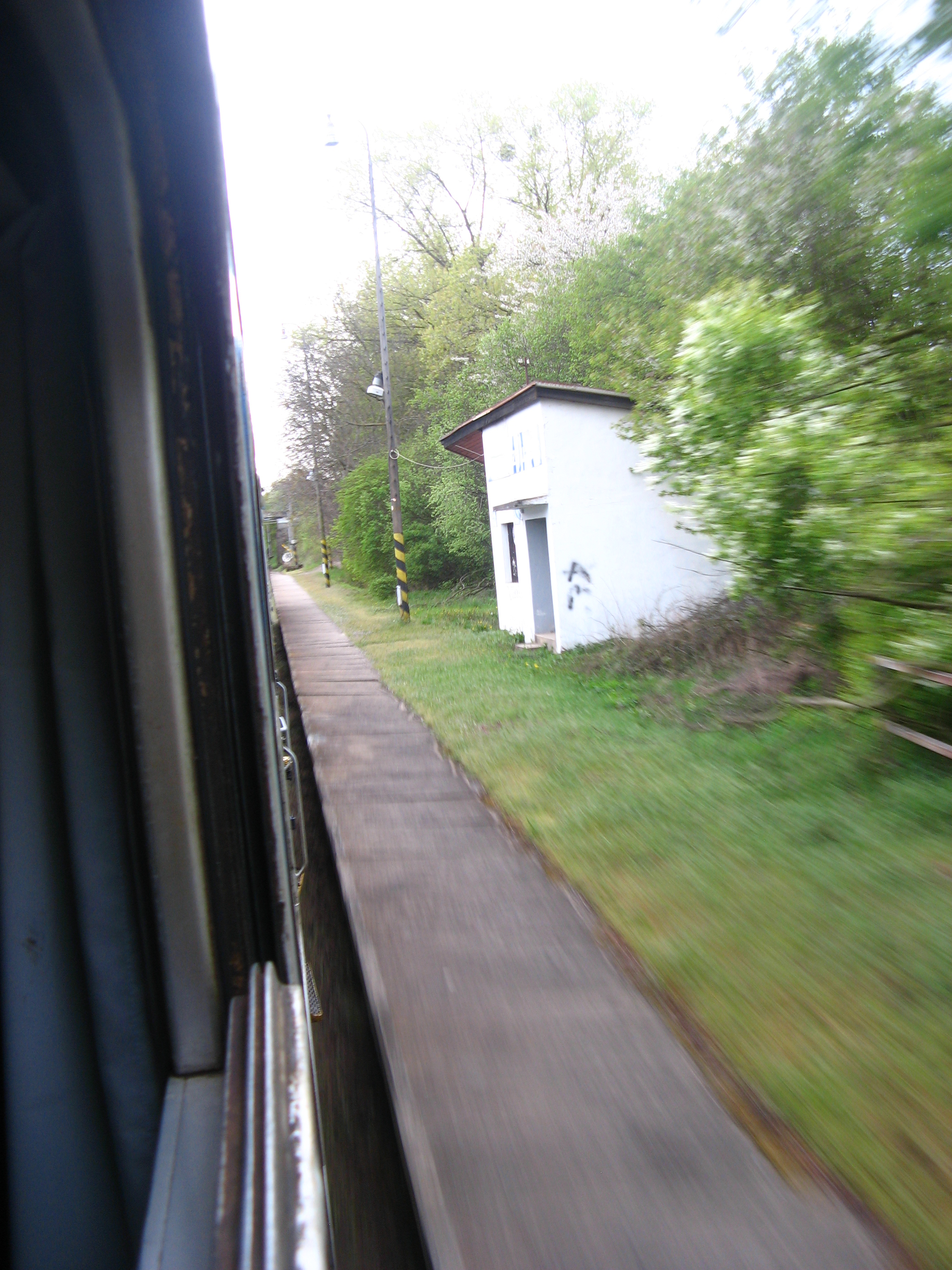
Voormalig station (2020)
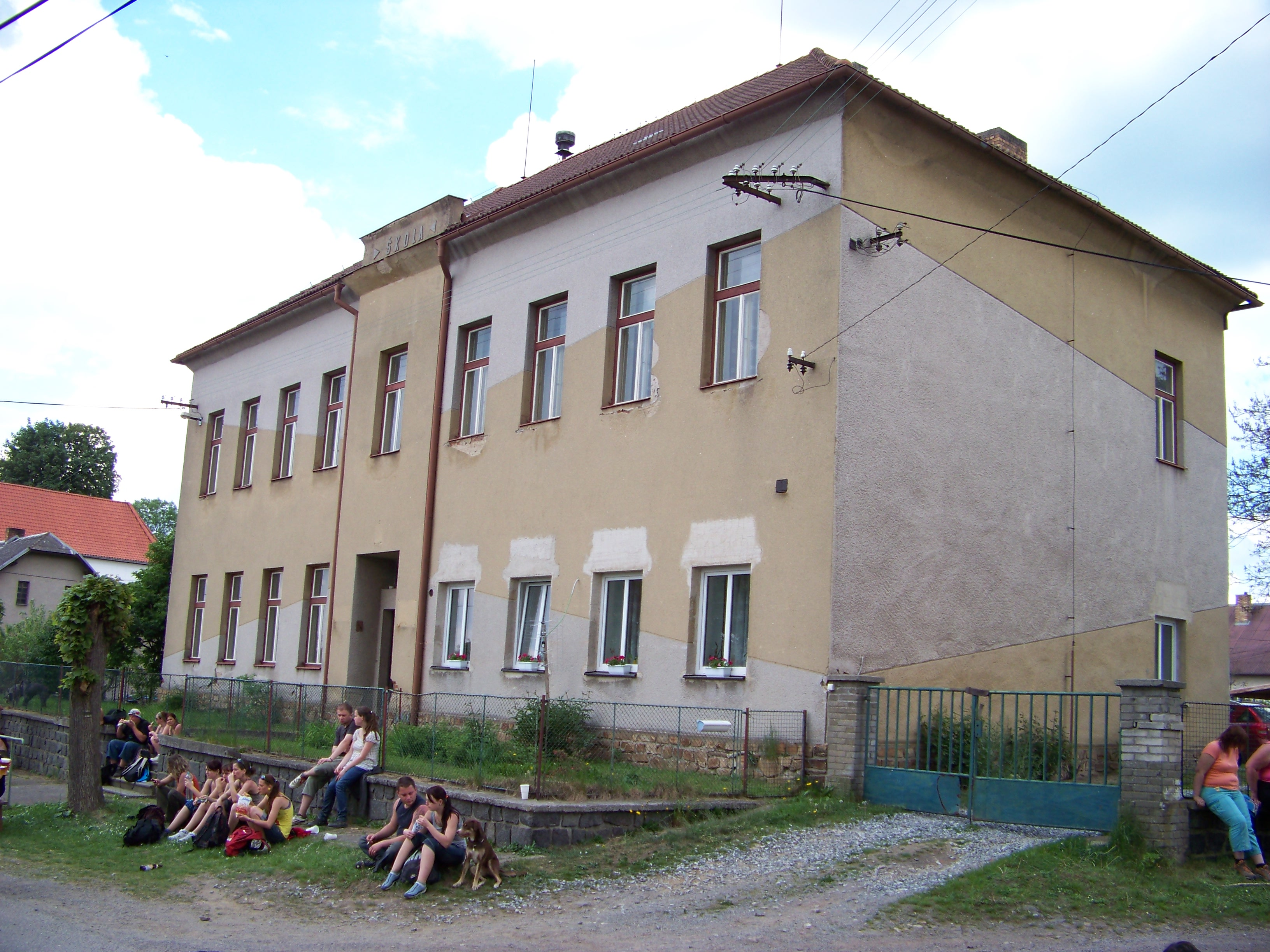
Voormalig schoolgebouw (2011)
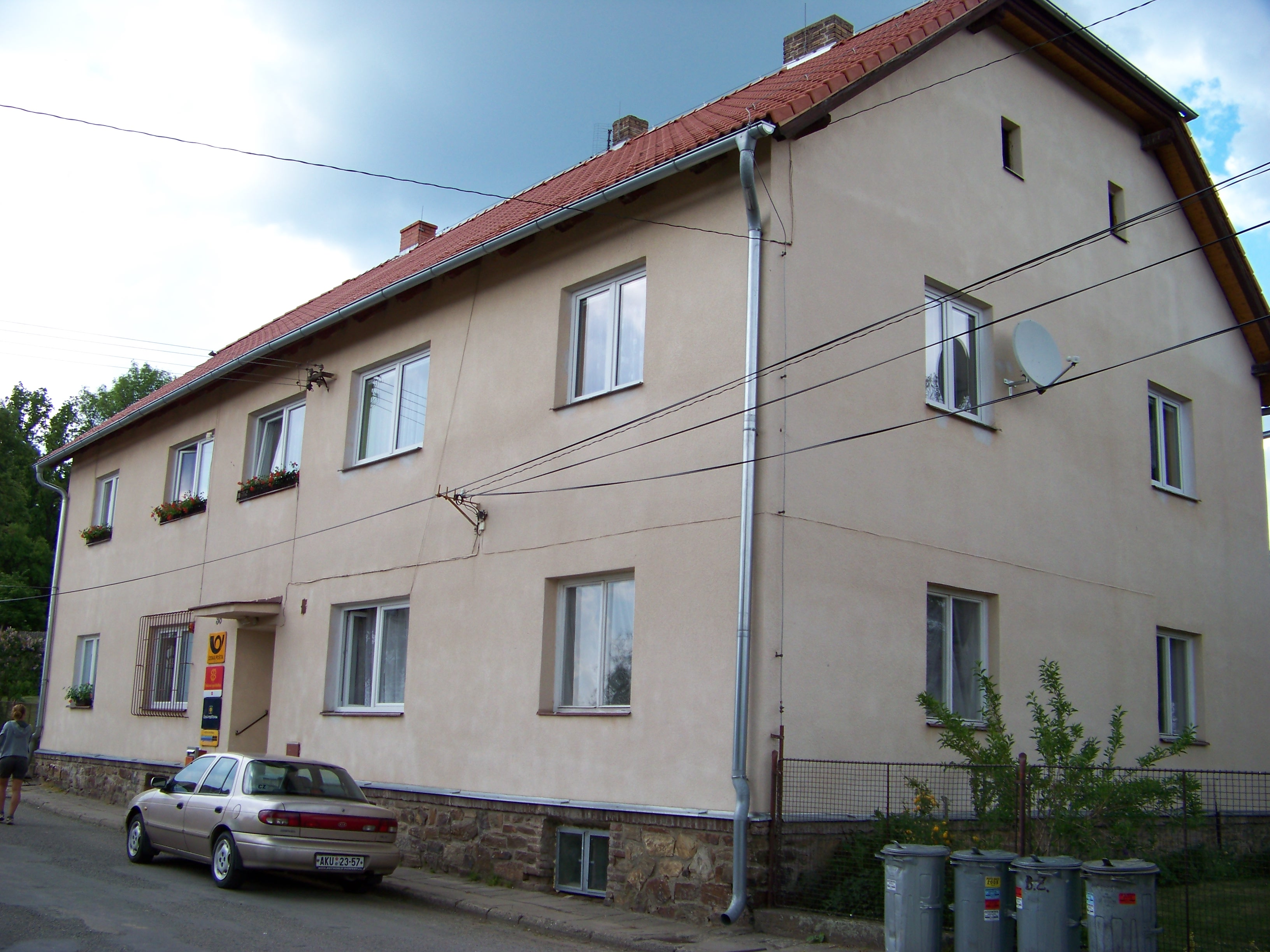
Postkantoor (2011)
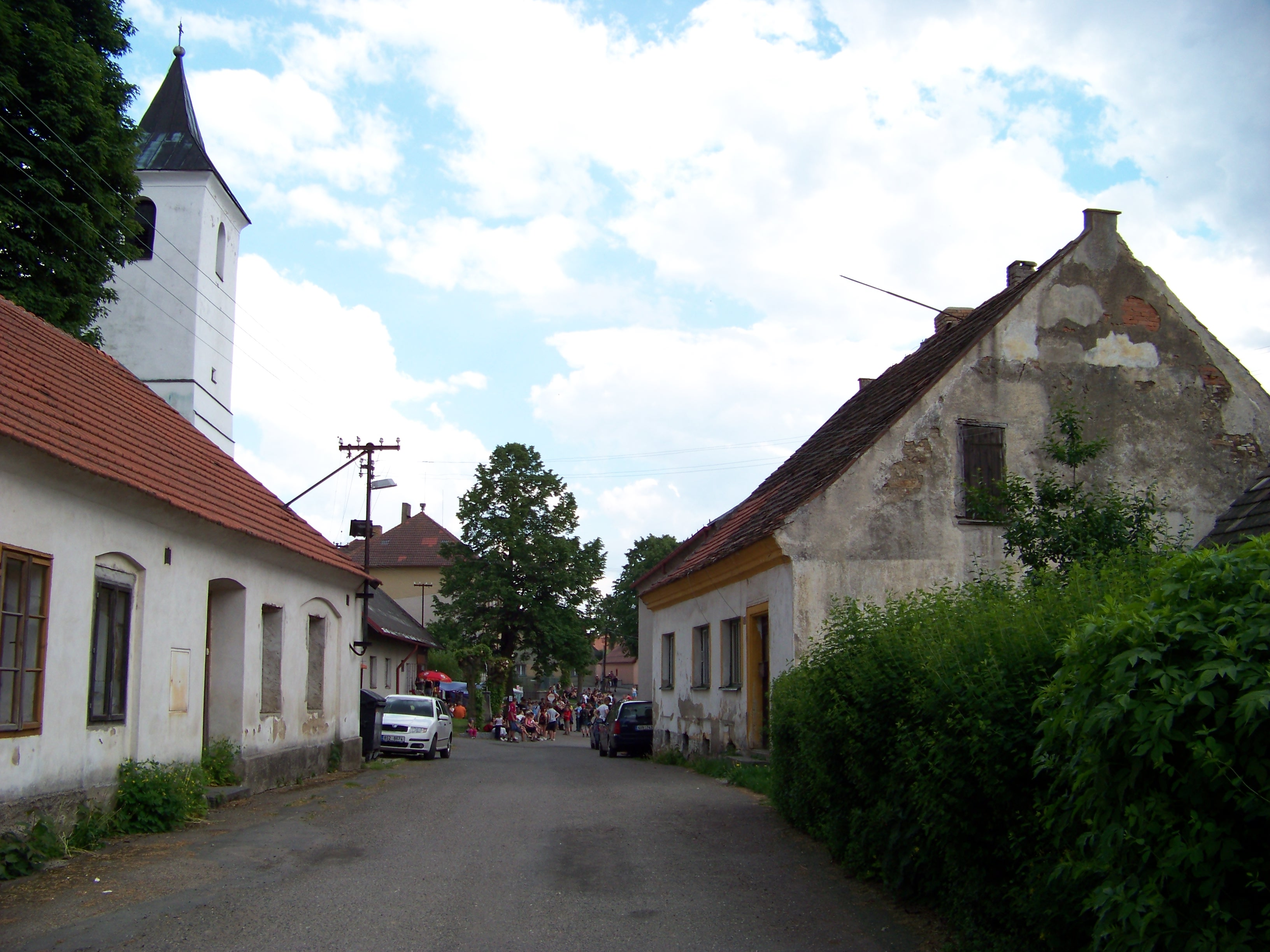
Straat in het dorp (2011)
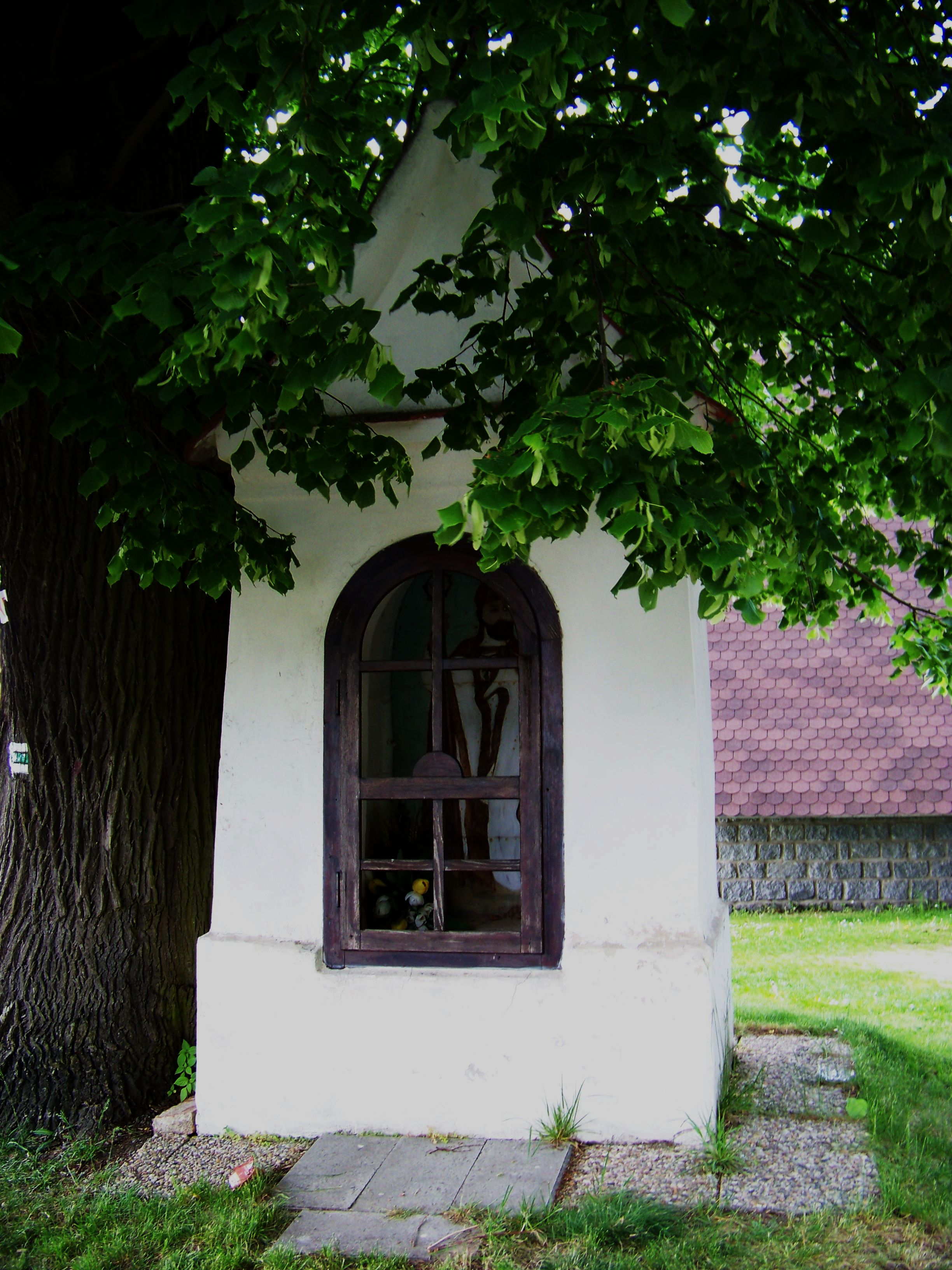
Johannes van Nepomukkapel (2011)
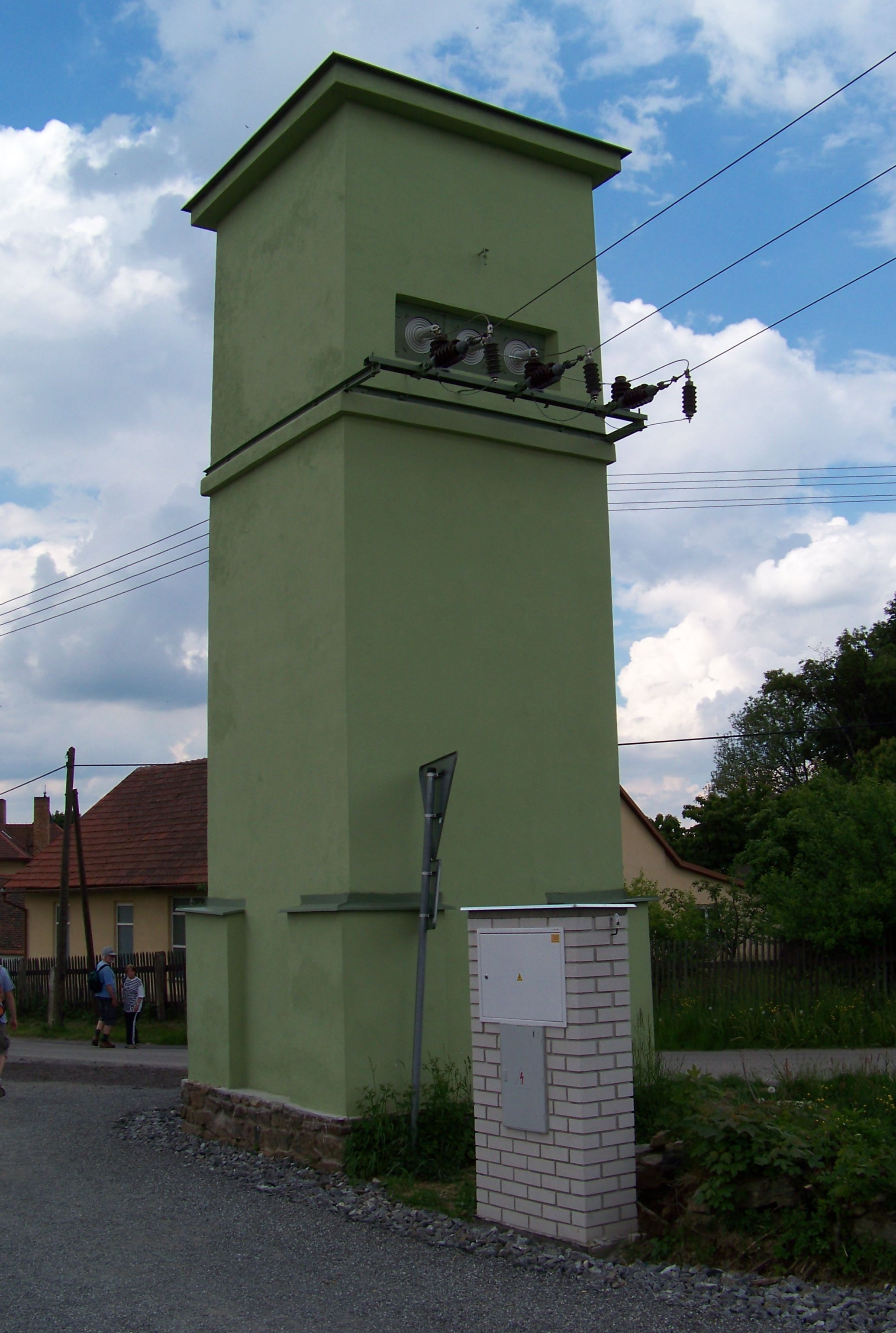
Transformatortoren (2011)